# Directori de Tecnologia i Logística
El Directori de Tecnologia i Logística (en hebreu: (אגף הטכנולוגיה והלוגיסטיקה (אט"ל) (també és anomenat: Atal) es un Directori que pertany a la Caserna General de les FDI, es responsable de les tasques logístiques, i en particular la construcció de les bases militars, el manteniment de les estructures durant el temps de pau i en temps de guerres i d'emergències, fer-se càrrec de l'alimentació dels soldats, així com del manteniment i el subministrament de combustible a la flota de vehicles militars de les FDI. Durant una emergència el Directori es també responsable del desplegament de la major part de les tropes de reserva que no son unitats de combat. A l'any 2012, el directori estava dirigit pel General Aharon Haliva. La unitat va ser creada en el mes de febrer de 1948.

## Comandants
| Nom                   | Data                        |
| --------------------- | --------------------------- |
| Yosef Avidar          | juliol 1947 – juliol 1949   |
| Monty Verd            | juliol 1949 – març 1950     |
| Efraim Ben Artzi      | març 1950 – març 1952       |
| Zvi Ayalon            | març 1952 – març 1954       |
| Meir Ilan             | març 1954 – març 1960       |
| Moshe Goren           | març 1960 – març 1964       |
| Mati Peled            | març 1964 – març 1968       |
| Amos Horev            | març 1968 – març 1972       |
| Nehemiah Cain         | març 1972 – octubre 1974    |
| Aryeh Levi            | octubre 1974 – octubre 1978 |
| Yohanan Gur           | octubre 1978 – octubre 1983 |
| Haim Erez             | octubre 1983 – octubre 1986 |
| Menahem Einan         | octubre 1986 – gener 1989   |
| Ilan Biran            | gener 1989 – abril 1992     |
| Shalom Hagai          | abril 1992 – abril 1995     |
| Ami Sagis             | abril 1995 – abril 1998     |
| Aharon Ze'evi-Farkash | abril 1998 – abril 2001     |
| Udi Adam              | abril 2001 – abril 2005     |
| Avi Mizrahi           | abril 2005 – desembre 2007  |
| Dan Biton             | desembre 2007 – març 2012   |
| Kobi Barak            | març 2012 – juliol 2016     |
| Aharon Haliva         | juliol 2016 – maig 2018     |
| Yitzhak Turgeman      | maig 2018 – novembre 2021   |
| Michel Yanko          | novembre 2021 –             |